# ليف بلومكفيست
ليف بلومكفيست (بالفنلندية: Leif Blomqvist)‏ هو دبلوماسي فنلندي، ولد في 20 مارس 1937 في فآسا في فنلندا.